# Sông Tshuapa

Sông Tshuapa có màu đỏ

Sông Tshuapa nằm tại Cộng hòa Dân chủ Congo, với chiều dài 1000 km long. Sông chảy theo hướng tây bắc từ thị trấn Katako-Kombe và sau đó chuyển phía tây đên Mbandaka, nơi nó hợp vào sông Congo.
Sau nhiều uốn khúc Tshuapa hpj lưu với Lomela ngay phía tây của Boende, thường được gọi là Busira, và sau khi hợp lưu với Momboyo khoảng 100 km phía trên Mbandaka, tên của sông đổi thành Ruki.
Sông có khả năng thông hành từ Ikela xuống dưới hạ du.